# Batalla de Mioneso
La batalla de Mioneso se libró en 190 a. C., durante la guerra romano-siria, que enfrentó a la República romana contra Antíoco III el Grande por la dominación sobre Grecia, entre una flota del Imperio seléucida y una flota romana además de Rodas. Los romanos salieron victoriosos.

## La batalla
El relato de Apiano:

«No mucho tiempo después Polixénidas y los romanos tenían una batalla naval cerca de Mioneso, en la que el primero había engalanado noventa barcos y Régilo, el almirante romano, ochenta y tres barcos, de los cuales veinticinco eran de Rodas. Estos últimos viraron por su comandante, Eudoro, en el flanco izquierdo. Al ver Polixénidas que en el otro ala se extendía su línea más allá de la de los romanos y temiendo que pudiera ser rodeado, se movió rápidamente por allí con sus naves veloces y remeros experimentados, y trajo a sus brulotes contra Polixénidas primero, esparciendo llamas por todas partes. Las naves de este último no se atrevieron a responder a sus agresores a causa del incendio, pero, navegando vueltas y vueltas, trataron de mantenerse fuera de la vía, ya que entraba mucha agua, exponiéndose a un embestida tras los arcos. En ese momento un barco de Rodas llegó hasta un sidonio, y el ancla de este último se desprendió y se metió en el casco del primero, quedando ambos unidos. Estando firmemente unidas las dos naves la contienda entre las tripulaciones se desarrolló como una lucha en tierra firme. Como muchos otros se apresuraron a ayudar a cada una, la contienda en ambos lados fue muy enérgica, y las naves romanas rompieron la línea antioquea, que de esta forma quedó expuesta, y rodearon al enemigo antes de que se diera cuenta; cuando descubrieron que había una lucha y una persecución. Veintinueve de los barcos antioqueos se perdieron, trece de los cuales fueron capturados con sus tripulaciones. Los romanos perdieron sólo dos embarcaciones. Polixénidas capturó el barco de Rodas y lo llevó a Éfeso».
Apiano

### Citas
1. ↑  Apiano (1899). «The Syrian Wars, V,27. English translation from: Appian, The Foreign Wars». Perseus digital library (en inglés). Consultado el 17 de marzo de 2014. «Horace White ed., New York, The MacMillian Company».